# Нові Баґениці
Нові Баґениці (пол. Nowe Bagienice, нім. Neu Bagnowen, 1938-45:Borkenau) — село в Польщі, у гміні Мронгово Мронґовського повіту Вармінсько-Мазурського воєводства.
Населення — 110 осіб (2011).
У 1975-1998 роках село належало до Ольштинського воєводства.

## Демографія
Демографічна структура станом на 31 березня 2011 року:
|          | Загалом | Допрацездатний вік | Працездатний вік | Постпрацездатний вік |
| -------- | ------- | ------------------ | ---------------- | -------------------- |
| Чоловіки | 51      | 8                  | 35               | 8                    |
| Жінки    | 59      | 14                 | 33               | 12                   |
| Разом    | 110     | 22                 | 68               | 20                   |